# Левченко Олексій Якович
Ле́вченко Олексі́й Я́кович (нар. 1924 — пом. 1 червня 2013) — генерал-майор медичної служби. В часи Другої світової війни — військовий розвідник. Почесний ветеран України. Нагороджений орденом Слави, двома орденами Червоної Зірки, двома орденами Вітчизняної війни, чотирма медалями «За відвагу».
Один з близько п'ятдесяти осіб, нагороджених медаллю «За відвагу» чотири рази. За українським законодавством, нагороджені чотирма і більше медалями «За відвагу» прирівнюються за статусом до Героїв Радянського Союзу і повних кавалерів ордена Слави та вважаються особами, які мають особливі заслуги перед Батьківщиною.

## Біографія
Олексій Якович Левченко — корінний киянин. Народився в Києві у 1924 році.
Початок війни зустрів в Києві. 17-річний Олексій на той момент уже закінчив медичне училище, відвідував заняття в клубі ОСОВІАХІМу, вмів стріляти з кількох видів зброї. За комсомольською путівкою (ще не підходив за віком для призову — приписав собі рік) 10 липня 1941 був призваний кулеметником до 220-го окремого кулеметного батальйону ППО. Брав участь у обороні Києва. Перший літак противника збив 25 серпня 1941 року біля заводу «Червоний екскаватор», за що пізніше був нагороджений медаллю «За бойові заслуги». З підходом німців до Києва направлений на охорону переправ через Дніпро. Коли вороги захопили місто, кулеметний взвод, у якому служив Левченко, разом із групою оточенців з боями дісталися Москви, де їх передали до складу 5-го запасного полку. Звідти Олексій Левченко потрапив до 924-го стрілецького полку 252-ї стрілецької дивізії. Став автоматником 332-го окремого розвідувального батальйону.
У складі 332-го батальйону брав участь у параді 7 листопада 1941 року на Червоній площі. Прямо з параду частина була направлена на оборону Москви в район Волоколамська. Першого «язика» — німецького капітана, помічника військового коменданта залізничної станції Ржава, заступник командира розвідувального взводу Олексій Левченко захопив під час битви на Курській дузі. А всього за війну він узяв їх шість.
Першою медаллю «За відвагу» Олексія Левченка нагородили за взяття Харкова 23 серпня 1943 року. Тоді розвідники Левченка першими увірвалися на околицю міста і посіяли паніку в обороні противника. Брав участь у звільненні Полтави, Києва, Умані, Вінниці. Другу медаль «За відвагу» Олексій отримав за бої під Корсунем-Шевченківським, де в селі Шендерівка розвідники знешкодили штаб та запобігли прориву з оточення великого німецького угруповання.
Відповідно третьою й четвертою медалями «За відвагу» герой війни був нагороджений за бої на Яссо-Кишинівському напрямку і за взяття Бухареста. У Бухаресті розвідники потайки проникли в місто і захопили в полон все німецьке посольство разом із послом.
Воював на території Угорщини, Австрії. В ніч з 30 на 31 березня 1945 року розвідники форсували Дунай в районі словацького міста Комарно, захопили плацдарм і до ранку утримували його, відбивши одинадцять атак противника. Олексій Левченко був поранений, але продовжував вести бій. Сміливі дії розвідки не дали змоги німцям відкрити шлюзи і затопити дунайською водою авіазавод. За Комарно його нагородили орденом Червоної Зірки.
Брав участь у визволенні Будапешту, Братислави, Праги, битві за Берлін. 9 травня 1945 року війна для Олексія Левченка не завершилася — до 17 травня він брав участь в боях зі знищення великого німецького угруповання на території Чехословаччини, яке відмовилося визнати капітуляцію.
Брав участь у Параді Перемоги в Москві 25 червня 1945 року. За бойові заслуги нагороджений двома орденами Червоної Зірки, орденом Слави ІІІ ступеня, орденом Вітчизняної війни ІІ ступеня, медалями.
З Великою Перемогою для Левченка війна не закінчилась. Його Харківсько-Братиславську дивізію перекинули на Далекий Схід: ешелони розвантажили на станції Куйбишевка-Східна (нині Бєлогорськ Амурської області) і 8 серпня підрозділи форсували Амур і перейшли на територію Китаю, де увійшли в бойове зіткнення з японською Квантунською армією. Війна для нього завершилася лише 3 вересня 1945 року після капітуляції Квантунської армії. За бої на Далекому Сході нагороджений другим орденом Вітчизняної війни. Після завершення Другої Світової війни служив офіцером на Далекому Сході ще чотири роки.
Після демобілізації вступив до Хабаровського медичного інституту, з якого перевівся до медінституту у Благовєщенську. Одночасно працював фельдшером у 305-му військовому госпіталі. Після завершення інституту продовжив військову кар'єру — працював хірургом у військовому госпіталі на Чукотці. Звідти у 1973 році перевівся  до Полтави, де «спеціалізувався» на лікуванні льотчиків авіації дальньої дії, аж поки не поховав дружину та не втратив здоров'я. Звільнився у відставку в званні генерал-майора медичної служби. Загалом армії Олексій Якович віддав 65 років. За роки служби нагороджений вісьмома орденами, 35-ма медалями.
З 2006 року Олексій Якович брав активну участь у ветеранському русі в Полтаві. З особливою увагою ставився до виховання молоді. Неодноразово обирався до складу міської та Жовтневої районної рад ветеранів. За особливу активність і наполегливість у вирішенні питань щодо активізації ветеранського руху, йому було присвоєне званням «Почесний ветеран України».
Помер 1 червня 2013 року на 89-му році життя. Похований в Полтаві. Залишив три доньки, чотири внучки й онука.